# Alain Eizmendi
Alain Eizmendi Blanco (Beasáin, Guipúzcoa, 10 de junio de 1990) es un futbolista español que juega como extremo en la Sociedad Deportiva Beasáin.

## Trayectoria
Alain se formó en la cantera de la Real Sociedad hasta el año 2011, pasando sus tres últimas temporadas en el filial donostiarra. Incluso, el 20 de junio de 2009, debutó con la Real Sociedad en un triunfo a domicilio frente al Elche CF (1-2), en la última jornada de Segunda División. Después de no renovar su contrato, firmó un contrato de dos temporadas con el Bilbao Athletic. El extremo beasaindarra no se marchó solo, ya que también le acompañó Mikel Orbegozo. En el filial rojiblanco vivió dos buenas temporadas, logrando doce goles aunque no consiguió dar el salto al primer equipo.
En julio de 2013 regresó a Guipúzcoa, tras acabar su contrato con el Athletic Club, para jugar en las filas de la SD Eibar como cedido por parte de la Real Sociedad. Con el equipo armero consiguió el histórico ascenso a Primera División. Al término de la temporada, se marchó al CD Leganés en propiedad, con el que logró un nuevo ascenso a Primera División en 2016.
En agosto de 2016 firmó con el Real Unión de la Segunda División B. Cuatro meses después, en diciembre de 2016, se comprometió con el AEL Limassol chipriota. En agosto de 2017 se anunció su fichaje por el Racing de Ferrol, aunque a mitad de temporada se incorporó a las filas de la UE Llagostera. En verano de 2018 fichó por el Real Unión, donde coincidió con su hermano Eneko.
En septiembre de 2020 firmó por el CD Guijuelo.En verano de 2021 regresó al club de su localidad, la SD Beasain.

## Clubes

### Carrera juvenil
| Club          | País   | Periodo   |
| ------------- | ------ | --------- |
| Real Sociedad | España | 2002-2008 |

### Carrera deportiva
| Club             | País   | Periodo           | Partidos (goles) |
| ---------------- | ------ | ----------------- | ---------------- |
| Real Sociedad B  | España | 2008-2011         | 40 (6)           |
| Real Sociedad    | España | 2009              | 1 (0)            |
| Bilbao Athletic  | España | 2011-2013         | 63 (12)          |
| Eibar→(cesión)   | España | 2013-2014         | 30 (2)           |
| CD Leganés       | España | 2014-2016         | 34 (1)           |
| Real Unión Club  | España | 2016              | 15 (1)           |
| AEL Limassol FC  | Chipre | 2017              | 13 (0)           |
| Racing de Ferrol | España | 2017              | 15 (1)           |
| UE Costa Brava   | España | 2018              | 16 (1)           |
| Real Unión Club  | España | 2018 - 2020       | 54 (7)           |
| CD Guijuelo      | España | 2020 - 2021       | 16 (1)           |
| SD Beasáin       | España | 2021 - Actualidad |                  |

## Vida personal
Es hermano gemelo del futbolista Eneko, con el que coincidió en la cantera de la Real Sociedad, Real Unión y Beasain.Además, es sobrino del exfutbolista y entrenador José Ramón Eizmendi.